# C/2023 X1 Leonard
C/2023 X1 Leonard è una cometa non periodica a lungo periodo scoperta il 4 dicembre 2023 dall'astronomo statunitense Gregory J. Leonard : è la diciannovesima cometa scoperta da Leonard. La sua unica particolarità è di avere un'orbita retrograda.